# 拉斐拉
拉斐拉,阿根廷圣菲省的一个城市，总人口99,150(2010)。